# Синагога (Великие Мосты)
Синагога в Великих Мостах — здание синагоги в городе Великие Мосты (Львовской области Украины), основанной около 1900 года. Расположена на ул. Степана Бандеры. Сегодня представляет собой руины.
Долгое время синагога служила центром культурной-общинной жизни. Рядом находилась другая, старая синагога, разрушенная во время Первой мировой войны и позже разобранная. Во время Второй мировой войны с приходом нацистских войск в Великие Мосты именно на территории бывшей синагоги проводились массовые расстрелы мирного еврейского населения посёлка, в здании синагоги немцы сожгли заживо многих местных евреев.
После войны использовалась как хранилище для костей крупного рогатого скота. В 1950-е годы ураган разрушил крышу, с тех пор, здание не было реконструировано. Хранилище переместили, а здание пришло в упадок.

## Архитектура
Синагога представляет собой кирпичное здание. К северу от синагоги расположена миква. Главный зал почти квадратный (16 × 16 м), высотой почти 8 м. В середине главный зал делится квадратными арками на 9 частей. В середине храма сложены уцелевшие мацевы с разрушенного кладбища.
С наступлением независимости Украины, здание синагоги было отгорожено забором.

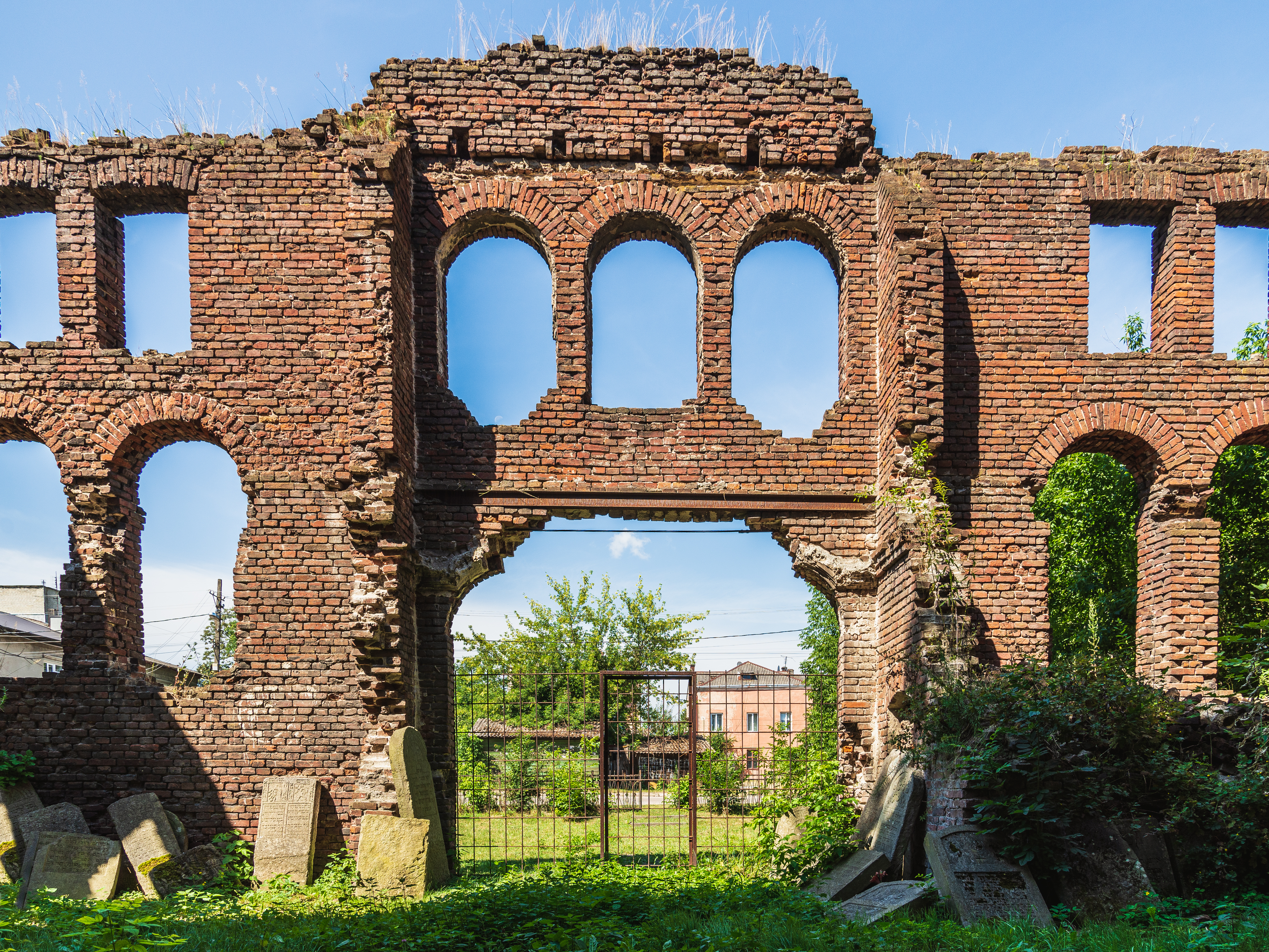
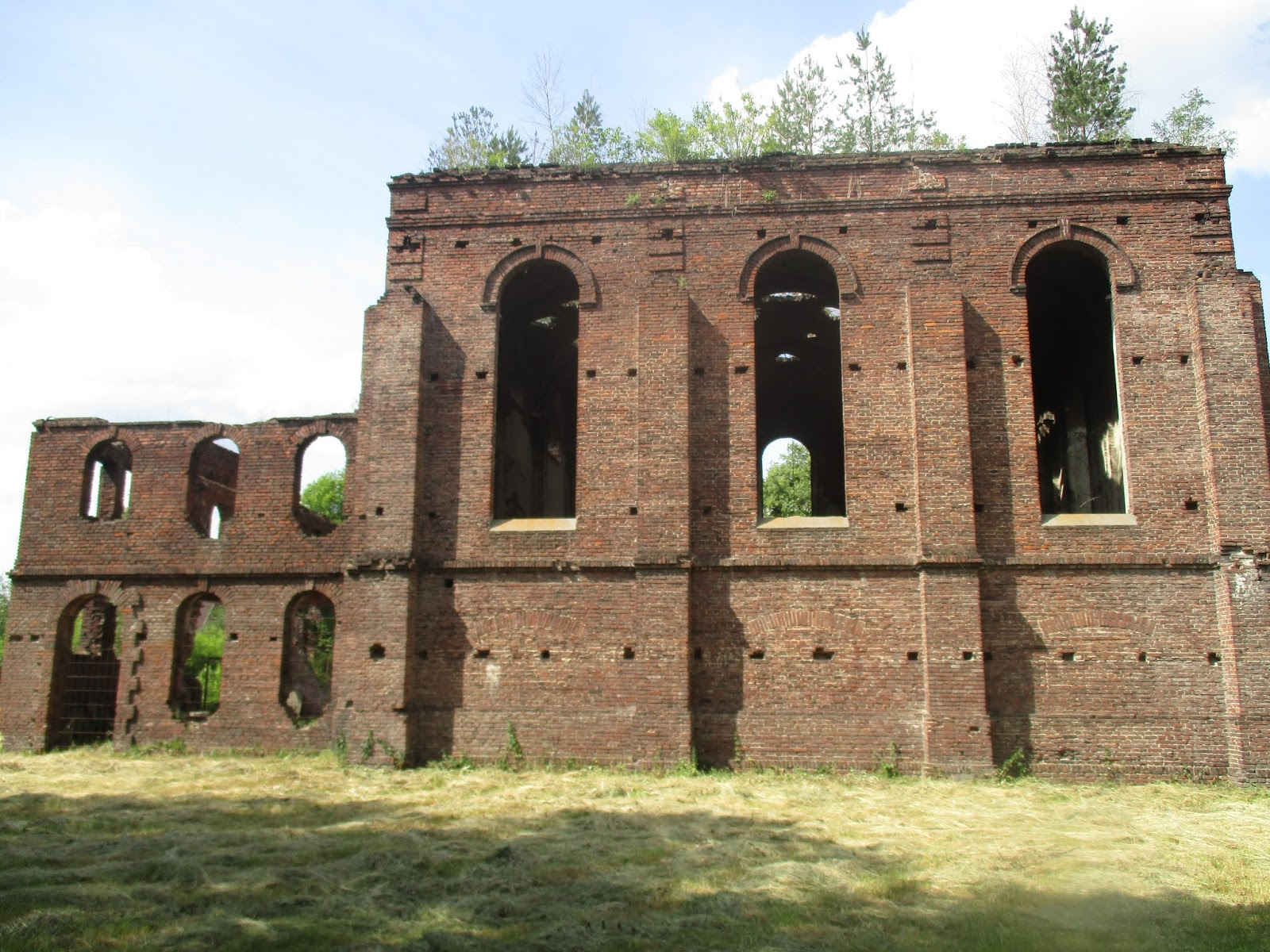
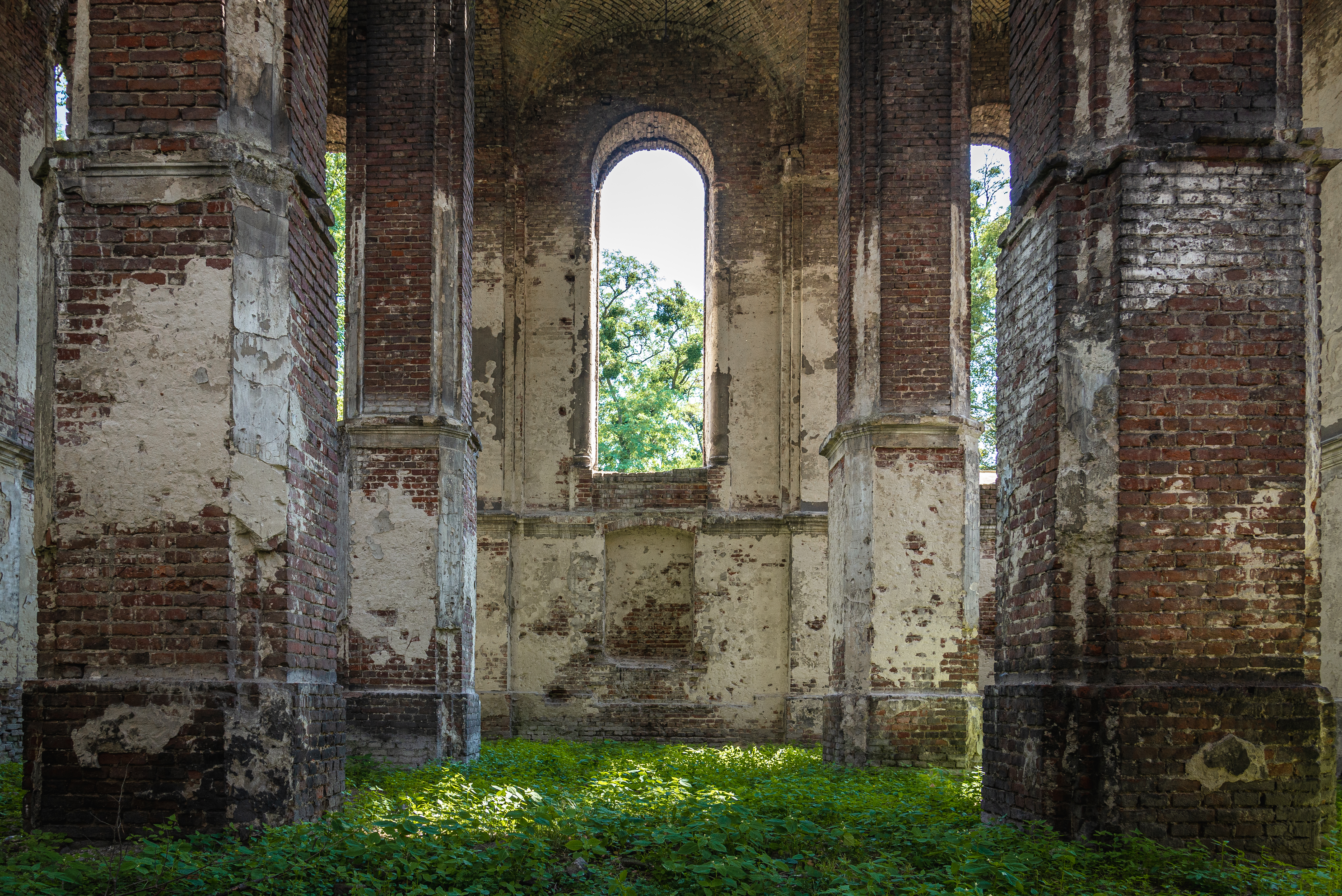
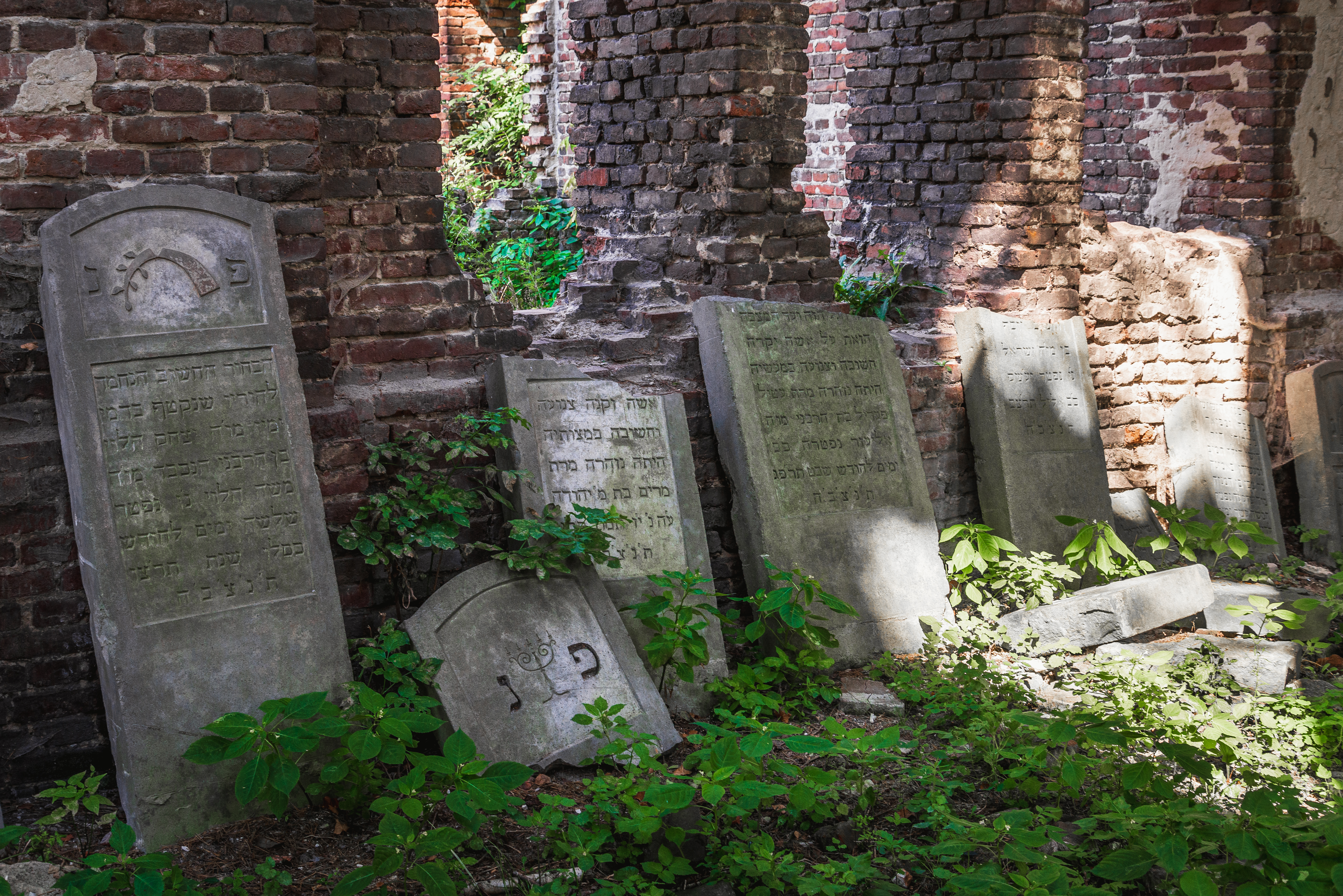